# Norge/Vänerbanen
Norge/Vänerbanen er en svensk jernbanestrækning. Den består af en linje fra Göteborg langs vestsiden af Vänern til Kil over Brålanda samt en strækning fra Brålanda til Kornsjø i Norge. Den udgør dermed en del af jernbaneforbindelserne mellem Göteborg og Gävle samt Göteborg og Oslo.